# Ung thư ở trẻ em
Ung thư ở trẻ em là ung thư ở một đứa trẻ. Tại Hoa Kỳ, một tiêu chuẩn được áp dụng tùy ý cho các độ tuổi được sử dụng là 0-14, bao gồm tối đa 14 tuổi 11,9 tháng. Tuy nhiên, định nghĩa về ung thư thời thơ ấu đôi khi bao gồm thanh thiếu niên từ 15-19 tuổi.  Ung thư nhi khoa là ngành y học liên quan đến chẩn đoán và điều trị ung thư ở trẻ em.
Trên toàn thế giới, người ta ước tính rằng ung thư ở trẻ em có tỷ lệ mắc bệnh hơn 175.000 mỗi năm và tỷ lệ tử vong khoảng 96.000 mỗi năm. Ở các nước phát triển, ung thư ở trẻ em có tỷ lệ tử vong khoảng 20% trường hợp.  Mặt khác, ở các cơ sở tài nguyên thấp, tỷ lệ tử vong xấp xỉ 80%, hoặc thậm chí 90% ở các nước nghèo nhất thế giới. Ở nhiều nước phát triển, tỷ lệ mắc bệnh đang tăng chậm, vì tỷ lệ ung thư ở trẻ em tăng 0,6% mỗi năm trong khoảng thời gian từ 1975 đến 2002 ở Hoa Kỳ  và 1,1% mỗi năm từ 1978 đến 1997 ở Châu Âu.

## Dấu hiệu và triệu chứng

### Vấn đề về học tập
Trẻ em bị ung thư có nguy cơ phát triển các vấn đề về nhận thức hoặc học tập khác nhau. Những khó khăn này có thể liên quan đến chấn thương não xuất phát từ chính bệnh ung thư, chẳng hạn như khối u não hoặc di căn hệ thống thần kinh trung ương hoặc do tác dụng phụ của phương pháp điều trị ung thư như hóa trị và xạ trị. Các nghiên cứu đã chỉ ra rằng phương pháp hóa trị và xạ trị có thể làm hỏng chất trắng trong não và làm gián đoạn hoạt động của não.
Vấn đề nhận thức này được gọi là suy giảm nhận thức sau hóa trị liệu (PCCI) hoặc "não hóa trị". Thuật ngữ này thường được sử dụng bởi những người sống sót sau ung thư, những người mô tả có vấn đề về suy nghĩ và trí nhớ sau khi điều trị ung thư. Các nhà nghiên cứu không chắc chắn chính xác nguyên nhân gây ra não hóa trị, tuy nhiên, họ nói rằng nó có khả năng liên quan đến chính ung thư, điều trị ung thư hoặc là một phản ứng cảm xúc đối với cả hai.
Suy giảm nhận thức này thường được chú ý một vài năm sau khi một đứa trẻ chịu đựng điều trị ung thư. Khi một bệnh nhân trẻ em bị ung thư quay trở lại trường học, các em có thể nhận các điểm kiểm tra thấp hơn, các vấn đề về trí nhớ, sự chú ý và hành vi, cũng như sự phối hợp tay-mắt kém và chậm phát triển theo thời gian. Phụ huynh có thể cho con em mình tham gia các dịch vụ giáo dục đặc biệt ở trường nếu khuyết tật học tập nhận thức ảnh hưởng đến thành công giáo dục của chúng.